# Eastwind Ridge
Eastwind Ridge är en bergstopp i Antarktis. Den ligger i Östantarktis. Nya Zeeland gör anspråk på området. Toppen på Eastwind Ridge är 1 573 meter över havet.
Terrängen runt Eastwind Ridge är huvudsakligen kuperad, men österut är den bergig. Trakten är obefolkad. Det finns inga samhällen i närheten.